# Louisa Johnson
Louisa Johnson (Thurrock, Inglaterra, 11 de enero de 1998) es una cantante británica, conocida principalmente por ser la ganadora de la duodécima temporada del programa The X Factor de Reino Unido en 2015. En diciembre de 2015, lanzó una versión «Forever Young», con la que ganó The X Factor, como su sencillo debut. Este ingresó en las primeras diez posiciones de la lista de sencillos británica.

## Carrera artística

### Comienzos yThe X Factor
Johnson comenzó a cantar a los siete años y, en 2006, con ocho años asistió a un concurso de talento, donde resultó ganadora por una interpretación de un tema de Whitney Houston. A partir de allí, sus padres empezaron a apoyar sus actividades musicales al presentarla en varios espectáculos de talento. En su adolescencia, recibió clases de canto en una escuela de artes escénicas Urban Edge en Essex con la profesora Katie Watts, una entrenador vocal quien había comenzado a instruir a Johnson desde que tenía once años; así, sus problemas alimenticios y de estrés mejoraron. Después de ingresar a la Urban Edge, empezó a realizar actuaciones en clubes, fiestas familiares y bodas. En 2014 Johnson audicionó para el Britain's Got Talent; sin embargo, no tuvo éxito; ella alega que fue por ser demasiado joven y no estar lista, y por no realizar una puesta en escena emotiva. Asimismo fue invitada para audicionar en la décima temporada del programa británico The X Factor, pero rechazó la propuesta; para un año después cambiar de idea.
A mediados de 2015, Johnson hizo una prueba para la décima temporada del concurso musical británico The X Factor. En su audición interpretó el tema «Who's Lovin' You» del grupo The Jackson 5 y, conquistó plenamente a los cuatro jurados, así, avanzó a la prueba en la arena. En el estadio cantó «Lay Me Down», de Sam Smith, y al recibir comentarios favorables de parte de los jurados, clasificó en uno de los cuatro grupos llamado «chicas», integrado solo por féminas con edades comprendida entre dieciséis y veinticinco años; la cantante británica Rita Ora fue la mentora de dicha selección. Para su clasificación entre las seis últimas integrantes del grupo, interpretó «I Am Telling You», de Jennifer Hudson, y después de tocar a «Respect», versión de Aretha Franklin, en la casa de su mentora en Los Ángeles, fue escogida junto con Lauren Murray, Kiera Weathers y Monica Michael para representar al grupo de las «chicas» en las actuaciones en directo. Desde el inicio de las actuaciones televisivas, Johnson se posicionó como la participante favorita de los jueces y el público.
La mayoría de las puestas en escenas de Johnson recibieron los mayores puntajes de la competencia; solo en la cuarta y quinta semana el apoyo del público hacia ella disminuyó. De acuerdo con los índices de televotos publicados por el canal ITV, en la cuarta semana obtuvo el 21.5% de los votos, superada solo por un 0.1% de los votos obtenidos por Reggie 'N' Bollie (21.6%) y, para la quinta semana consiguió un 21.1% de los votos, lo que la ubicó en el tercer lugar del listado, detrás de Ché Chesterman y Reggie 'N' Bollie que alcanzaron los porcentajes de 22.2% y 22.1% respectivamente.
Tras las eliminación de Weathers, Michael y Murray —del grupo de las chicas— en las semanas dos, tres y seis respectivamente, Johnson se convirtió en la única fémina que llegó a la final con Reggie 'N' Bollie y Ché Chesterman. El 12 de diciembre realizó un dueto con su mentora Ora y, para la final del concurso, que se llevó a cabo el 13 de diciembre, Johnson interpretó la canción «Forever Young», de Bob Dylan, que al conquistar a los televotantes la eligieron como la ganadora de la duodécima temporada del concurso The X Factor, con un 53.9% de los votos emitidos. La artista, con diecisiete años, pasó a ser la ganadora más joven del concurso. Al ganar el concurso, Johnson firmó un contrato de grabación con el sello Syco, de Simon Cowell, y puso en venta su versión de canción «Forever Young» mediante dicho sello, como su sencillo debut. El tema tuvo un éxito en ventas en el Reino Unido al ingresar en el puesto 9 de la lista de sencillos británica veinticuatro horas después de haber sido lanzado.
El 15 de diciembre Johnson lanzó su extended play (EP) debut, Forever Young, en formato digital y un día después en CD. Cada EP consta de cuatro temas. El álbum en digital incluye la canción del mismo nombre del EP más una pista instrumental y, «Respect (Live from Judges' Houses)» y «Everybody's Free (To Feel Good)»; mientras que el disco en formato físico varía del digital solo por los temas «God Only Knows» y «Let It Go», una versión de la canción de James Bay, que fueron grabados durante su actuación en vivo en The X Factor.

## Características musicales
Según Johnson, Leona Lewis ha sido una de las artistas que la ha inspirado.

## Vida personal
Nacida el 11 de enero de 1998 en Thurrock, una autoridad unitaria inglesa en Essex, Reino Unido. Hija de David Johnson (1971), un albañil y de Lisa Hawkyard (1969), una «instructora de manejo y entrenadora de vida»; Johnson tiene una hermana menor. A pesar de que sus padres se separaron cuando Johnson tenía tres años; David nunca la desatendió ni perdió comunicación con Lisa. Asistió a la escuela primaria St Thomas of Canterbury School en Grays, Essex. Sostiene que su estadía en la casa de estudios le causó una pérdida de peso drásticamente debido al estrés en el que era sometida, ya que no estaba interesada en recibir instrucción; sino lanzar una carrera musical. Sus problemas de salud agraviaron en 2014, a los dieciséis años, cuando se le ordenó estudiar administración de empresas en la Harris Academy Chafford Hundre en Grays; pero poco tiempo después, con el respaldo de sus padres, abandonó el bachillerato, y se matriculó en el colegio de artes escénicas  Urban Edge en Essex.